# 北貝爾特拉米 (明尼蘇達州)
北貝爾特拉米（英語：North Beltrami）是位於美國明尼蘇達州貝爾特拉米縣的一個未組織地區。

## 地方資料
北貝爾特拉米的面積為558.76平方千米，當中陸地面積為558.19平方千米，而水域面積為0.56平方千米。根據2020年美國人口普查的數據，當地共有人口32人，而人口密度為每平方千米0.06人。